# Stadtarchiv Mönchengladbach
Das Stadtarchiv Mönchengladbach ist das kommunale Archiv der Stadt Mönchengladbach. Archiviert und erschlossen werden Unterlagen aus der Stadtgeschichte, aus den städtischen Behörden, Vereinen, Firmen sowie aus privaten Hinterlassenschaften. Zum Archiv gehören ein Luftbildarchiv und eine Bibliothek. Seit 1969 gibt das Stadtarchiv die „Beiträge zur Geschichte der Stadt Mönchengladbach“ heraus. 